# Marcellus (fiktiv person)
Marcellus är en fiktiv alkemist skapad av Angie Sage.

## Kuriosa
Marcellus är en alkemist som är över 500 år gammal. Han lyckades med hjälp av Septimus Heap framställa ett elixir som gjorde honom odödlig. Han har lärt Septimus läkandemagi och alkemi. Han är smått missanpassad till den nya tiden och har på sig ett mycket utstickande par skor. Han talar också på ett äldre sätt än det normala i Borgen.